# Porto Acre
Porto Acre est une ville brésilienne de l'ouest de l'État de l'Acre. Sa population était estimée à 12 116 habitants en 2006. La municipalité s'étend sur 2 985 km2.

## Maires
| Période | Période | Identité   | Étiquette | Qualité |
| ------- | ------- | ---------- | --------- | ------- |
| 2009    | 2012    | Rui Coelho | PL        |         |